# Leland (Carolina do Norte)
Leland é uma cidade  localizada no estado norte-americano de Carolina do Norte, no Condado de Brunswick.

## Demografia
Segundo o censo norte-americano de 2000, a sua população era de 1938 habitantes.
Em 2006, foi estimada uma população de 4616, um aumento de 2678 (138.2%).

## Geografia
De acordo com o United States Census Bureau tem uma área de
10,5 km², dos quais 10,4 km² cobertos por terra e 0,1 km² cobertos por água. Leland localiza-se a aproximadamente 18 m acima do nível do mar.

## Localidades na vizinhança
O diagrama seguinte representa as localidades num raio de 12 km ao redor de Leland.